# Xã English River, Quận Keokuk, Iowa
Xã English River (tiếng Anh: English River Township) là một xã thuộc quận Keokuk, tiểu bang Iowa, Hoa Kỳ. Năm 2010, dân số của xã này là 584 người.